# Sotaselvà
El sotaselvà és un dels cinc dialectes del romanx, la variant pròpia de la Vall del Rin Posterior (Sutselva), a la part central del cantó suís del Grisons. En romanx aquesta varietat és anomenada sutsilvan, en referència a la part baixa del bosc, en referència al Groosse Wald, i és la menys parlada de totes les variants de romanx.